# Carl Gottfried Dathe

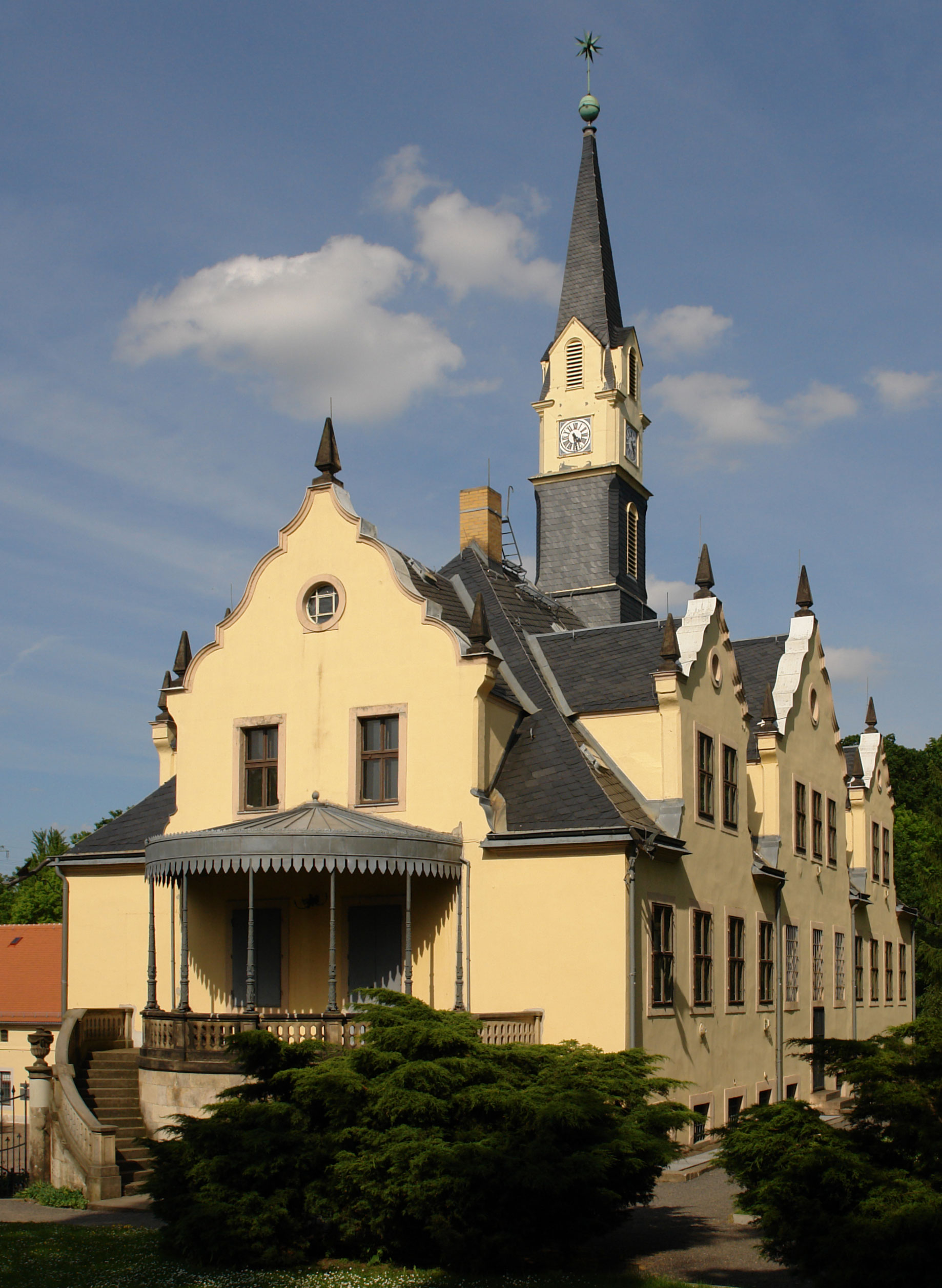
Freital-Burgk

Carl Gottfried Dathe (1722–1802) war Erster Sekretär der Landes-Ökonomie-, Manufaktur- und Kommerziendeputation im Kurfürstentum Sachsen und ein Bergwerksunternehmer in der Zeit des  Rétablissements, der die Entwicklung des sächsischen Bergbaus in den nächsten Jahrzehnten maßgeblich prägen sollte.
1768 heiratete er Johanna Sophia Seyler, die Tochter des verstorbenen Dresdner Senators Christian Theodor Seyler, Besitzer des Rittergutes Burgk. Das Rittergut samt den dazugehörigen Kohlefeldern hatte er bereits ein Jahr vorher erworben. Er begann 1773 mit der Anlage des Burgker Weißeritzstollns zur Grubenentwässerung. Bis 1780 wurden mit dem „Alten Schacht“ (125 Meter) und dem „Kunstschacht“ (101 Meter) die ersten Tiefschächte im Revier abgeteuft.
In seinem Testament vom Jahr 1797 erhob er das Rittergut zum Familienfideikommiss. Nach seinem Tod am 4. Juli 1802 übernahm Hof- und Justizrat Carl Gottlieb Dathe die Verwaltung des Gutes, von dem es auf Wilhelmine Sophie Dathe, geb. Kretzschmar und schließlich auf Carl Friedrich August Freiherr Dathe von Burgk überging, der hier die Freiherrlich von Burgker Steinkohlen- und Eisenhüttenwerke gründete.